# NGC 7761
NGC 7761 је лентикуларна галаксија у сазвежђу Водолија која се налази на NGC листи објеката дубоког неба.
Деклинација објекта је - 13° 22' 52" а ректасцензија 23h 51m 28,8s. Привидна величина (магнитуда) објекта NGC 7761 износи 13,1 а фотографска магнитуда 14,1. NGC 7761 је још познат и под ознакама IC 5361, MCG -2-60-20, NPM1G -13.0659, IRAS 23488-1339, PGC 72641.